# Max Dearly
Max Dearly, nom de scène de Lucien Rolland, est un acteur et metteur en scène français, né le 22 novembre 1874 dans le 17e arrondissement de Paris et mort le 2 juin 1943 à Neuilly-sur-Seine.

## Biographie
Max Dearly est avant tout un comédien de vaudeville et de revue. Il est à l'origine du gala de l'Union des artistes, créé en 1923 pour venir en aide aux artistes en difficulté.
Il épouse le 8 juillet 1911 au Vésinet Isabelle Eugénie Fusier, sœur de Jeanne Fusier-Gir. Puis il épouse le 3 août 1925 à Châteauneuf-Villevieille (Alpes-Maritimes) l'actrice Jeanne Saint-Bonnet (1889-1984).

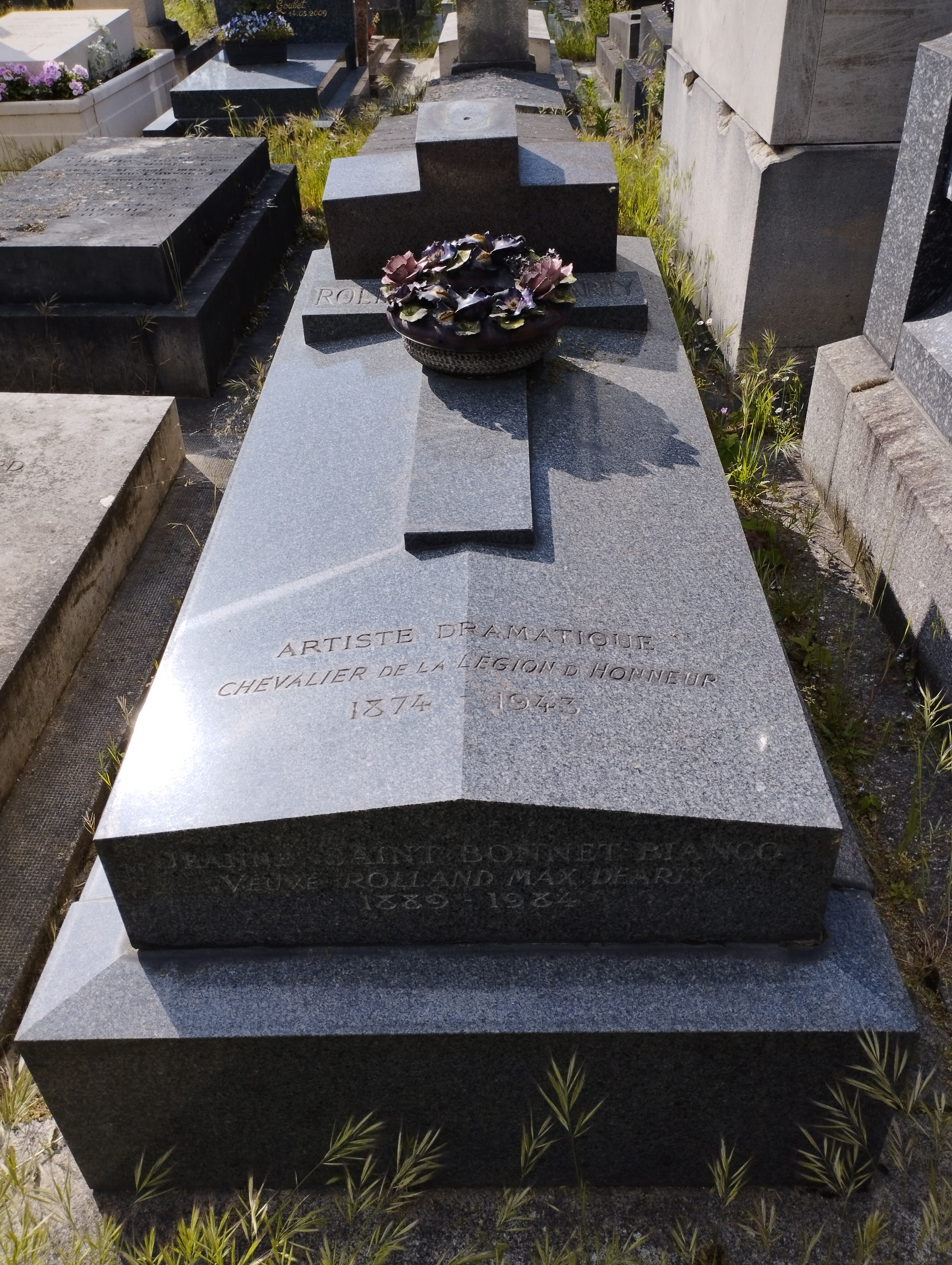
Tombe de Max Dearly au cimetière du Montparnasse (division 27).

Il repose à Paris au cimetière du Montparnasse (27e division, petit cimetière) aux côtés de sa seconde épouse.

## Filmographie

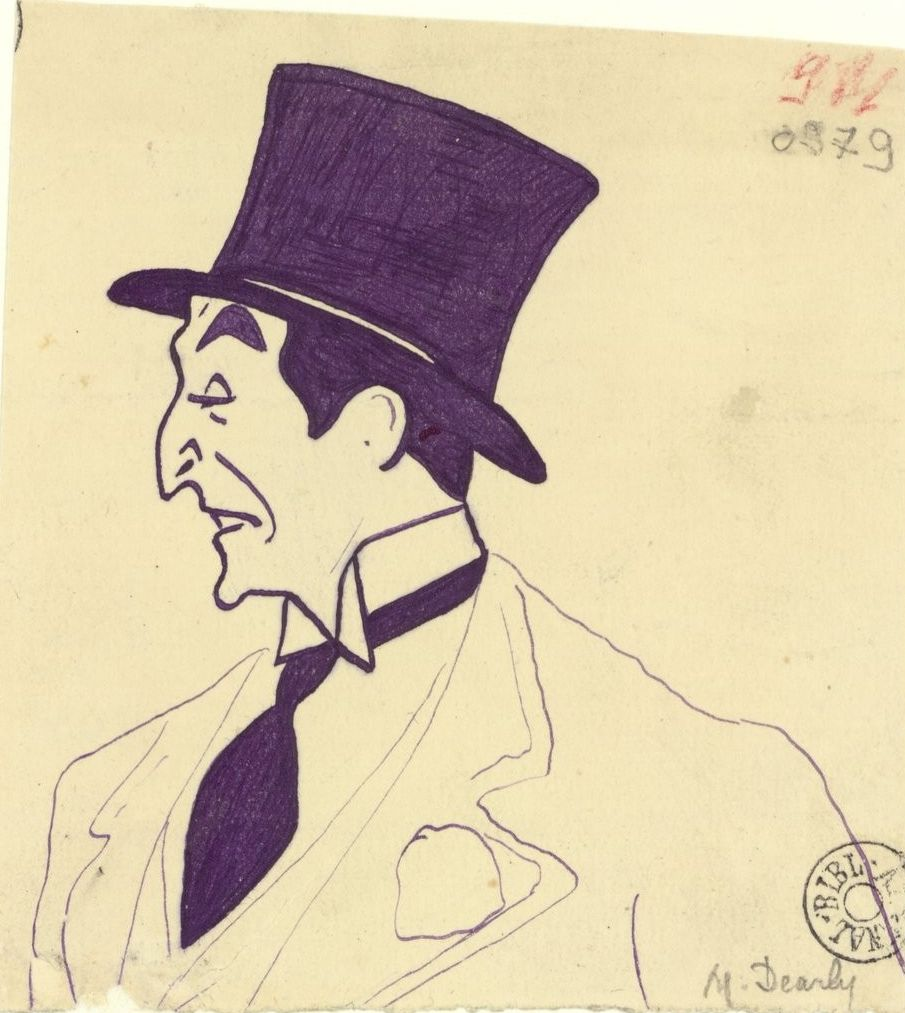
Max Dearly caricaturé par Yves Marevéry vers 1910,
Paris, Bibliothèque nationale de France.

- 1908 : L'Empreinte ou la Main rouge de Paul-Henry Burguet
- 1908 : Carmen d'André Calmettes
- 1916 : Kit, l'homme qui est resté chez lui
- 1931 : Azaïs de René Hervil
- 1931 : Coquecigrole d'André Berthomieu
- 1932 : Coups de roulis de Jean de La Cour
- 1932 : L'Amour et la Veine de Monty Banks
- 1934 : Madame Bovary de Jean Renoir : M. Homais
- 1934 : Les Misérables de Raymond Bernard : Monsieur Gillenormand
- 1934 : Arlette et ses papas d'Henry Roussel
- 1934 : Le Dernier Milliardaire de René Clair
- 1934 : Si j'étais le patron de Richard Pottier : le patron Maubert
- 1935 : Un oiseau rare de Richard Pottier: le millionnaire Melleville
- 1935 : Paris Camargue de Jack Forrester
- 1935 : La Vie parisienne de Robert Siodmak
- 1935 : Parisienne life (version anglaise du film précédent) de Robert Siodmak
- 1936 : La Reine des resquilleuses de Max Glass et Marco de Gastyne
- 1937 : Claudine à l'école de Serge de Poligny : le père de Claudine
- 1938 : Le Cœur ébloui de Jean Vallée
- 1938 : Le Train pour Venise d'André Berthomieu
- 1939 : Le Grand Élan de Christian-Jaque
- 1939 : Ils étaient neuf célibataires de Sacha Guitry
- 1940 : Bécassine de Pierre Caron : Proey-Minans
- 1941 : Le Club des soupirants de Maurice Gleize

## Théâtre

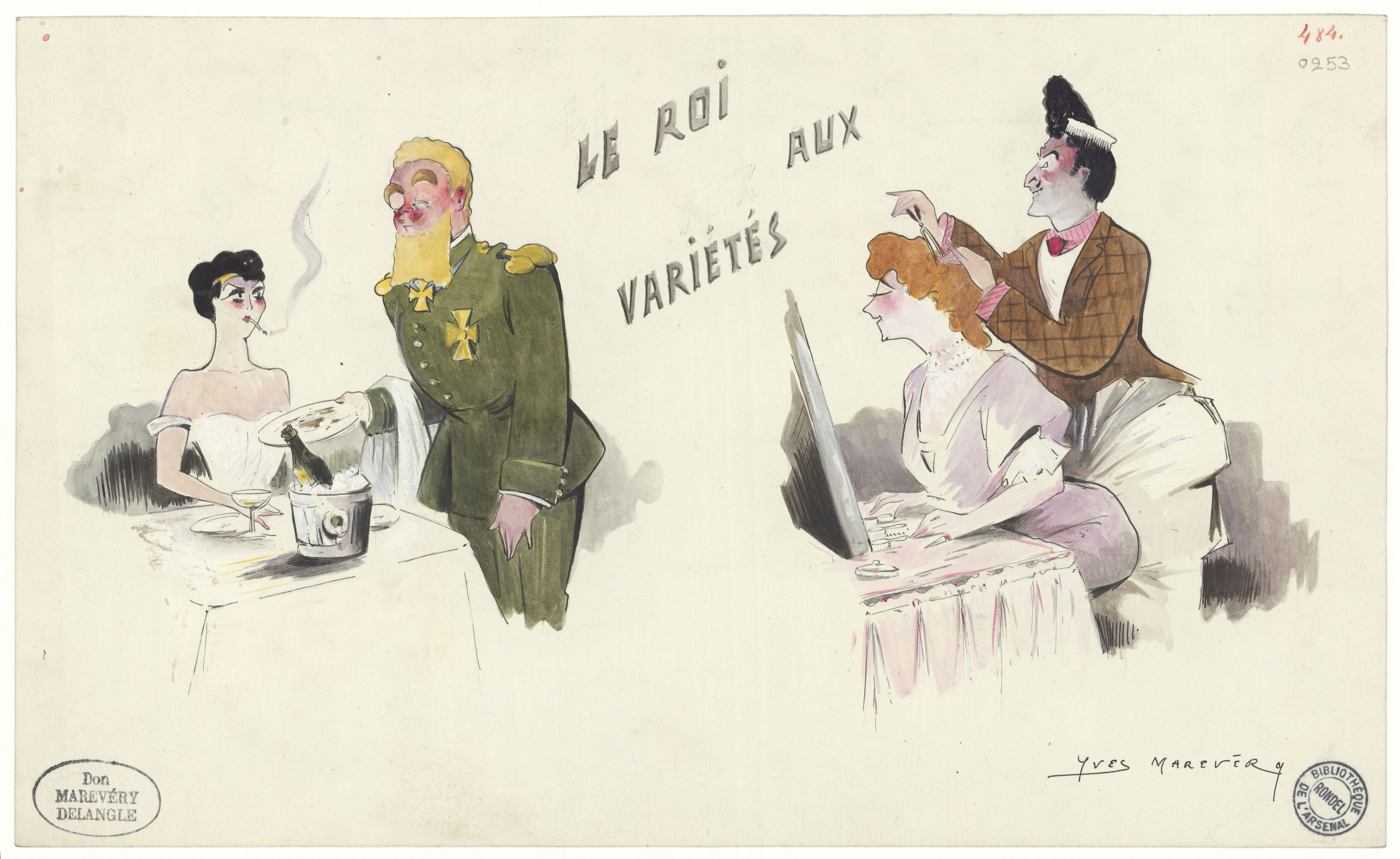
Le roi, dessin d'Yves Marevéry (1908), Paris, Bibliothèque nationale de France.

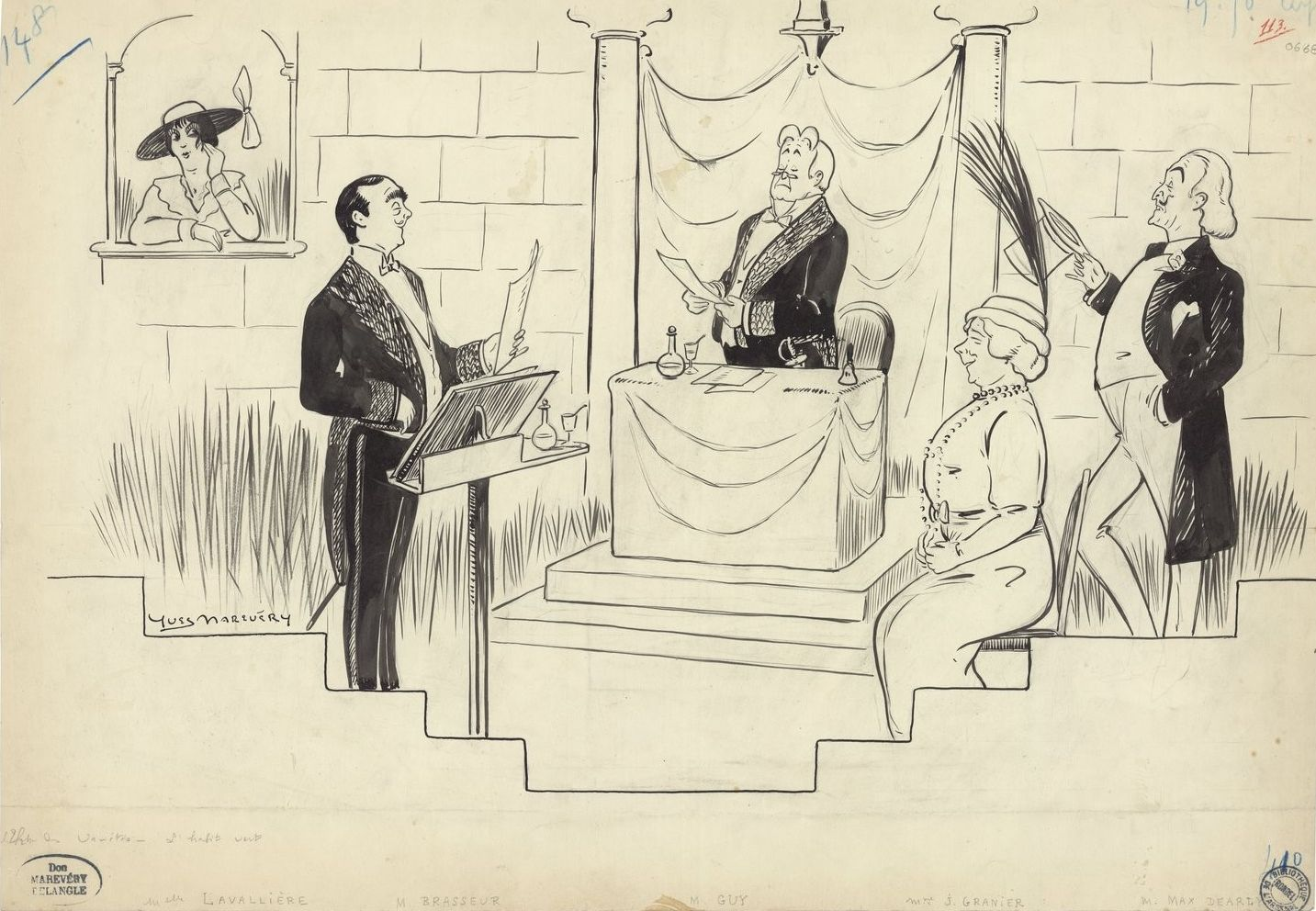
L'habit vert, dessin d'Yves Marevéry (1912), Paris, Bibliothèque nationale de France.

- 1902 : Orphée aux Enfers, opéra bouffe en deux actes et quatre tableaux d’Hector Crémieux et Ludovic Halévy, sur une musique de Jacques Offenbach, Théâtre des Variétés
- 1903 : Paris aux Variétés de Paul Gavault, Théâtre des Variétés
- 1903 : Le Beau Jeune Homme, comédie en cinq actes, d'Alfred Capus, Théâtre des Variétés
- 1904 : La Chauve-souris de Paul Ferrier, Henri Meilhac et Ludovic Halévy, Théâtre des Variétés
- 1905 : Tom Pitt, le roi des pickpockets de Victor de Cottens et Victor Darlay, Théâtre du Châtelet
- 1906 : Le Péril jaune d'Alexandre Bisson et Albert de Saint-Albin, Théâtre du Vaudeville
- 1906 : Le Paradis de Mahomet de Henri Blondeau, Théâtre des Variétés
- 1906 : Miquette et sa mère de Robert de Flers et Gaston Arman de Caillavet, Théâtre des Variétés
- 1907 : La Revue du centenaire de Paul Gavault, Pierre-Louis Flers et Eugène Héros, Théâtre des Variétés
- 1907 : L'Amour en banque de Louis Artus, Théâtre des Variétés
- 1908 : Geneviève de Brabant, opéra-féerie en trois actes, paroles de Hector Crémieux et Étienne Tréfeu; musique de Jacques Offenbach, le 21 février 1908 au Théâtre des Variétés[3].
- 1908 : Le Roi de Robert de Flers, Gaston Arman de Caillavet, Emmanuel Arène, Théâtre des Variétés
- 1909 : Le Circuit de Georges Feydeau et Francis de Croisset, Théâtre des Variétés
- 1909 : La Valse chaloupée de Max Dearly, Moulin Rouge[4] avec Mistinguett et aussi Damia, débutante[5].
- 1909 : Un ange d'Alfred Capus, Théâtre des Variétés
- 1910 : Le Bois sacré de Robert de Flers et Gaston Arman de Caillavet, Théâtre des Variétés
- 1911 : Les Midinettes de Louis Artus, Théâtre des Variétés
- 1911 : Les Favorites d'Alfred Capus, Théâtre des Variétés
- 1912 : Le Bonheur sous la main de Paul Gavault, Théâtre des Variétés
- 1912 : L'Habit vert de Robert de Flers et Gaston Arman de Caillavet, Théâtre des Variétés
- 1913 : Mon bébé de Maurice Hennequin, Théâtre des Bouffes Parisiens
- 1919 : Le Roi des palaces d'Henry Kistemaeckers, Théâtre de Paris
- 1919 : Mon bébé de Maurice Hennequin, mise en scène Max Dearly, Théâtre des Nouveautés
- 1920 : L'École des cocottes de Paul Armont et Marcel Gerbidon, Théâtre des Variétés
- 1920 : Le Roi de Robert de Flers et Gaston Arman de Caillavet, théâtre des Variétés
- 1923 : L'École des cocottes de Paul Armont et Marcel Gerbidon, Théâtre du Palais-Royal
- 1926 : La Vérité toute nue de Pierre Veber et Gustave Quinson, Théâtre de Paris
- 1930 : Azaïs de Louis Verneuil et Georges Berr, Théâtre Edouard VII
- 1931 : La Vie parisienne, opéra bouffe en quatre actes d'Henri Meilhac et Ludovic Halévy, musique de Jacques Offenbach au théâtre Mogador[6].
- 1934 : L'Homme n°15 d'Edward Wooll, Théâtre Antoine

## Distinctions
- Chevalier de la Légion d'honneur, le 22 février 1927
- Chevalier de l'ordre du Mérite agricole

## Hommage
Le musée Carnavalet, à Paris, conserve la statuette Portrait en pied de Max Dearly tenant le rôle de Saint-Guillaume dans "Chonchette", opéra-bouffe de Claude Terrasse, œuvre de Charles Gir.